# Artuq ibn Aksab
Artuq ibn Aksab (in arabo أرتق ﺑﻦ ﺍﻛﺴﺏ‎?; ... – 1091) era un ufficiale turco al servizio del Selgiuchidi, fu il fondatore della dinastia degli Artuqidi e governatore di Gerusalemme e della Palestina.

## Biografia
Artuk - appartenente alla tribù Döger, branca degli Oghuz (o Ghuzz) - divenne luogotenente di Tutush, fratello del Gran Selgiuchide Malik Shah I, e lo accompagnò a Damasco quando Malik Shah affidò a suo fratello la Palestina e la Siria meridionale.
La Palestina e Gerusalemme erano allora governate da Atsiz ibn Uvak, un avventuriero selgiuchide che si rese padrone di Gerusalemme prima di entrare in contrasto con Tutush che lo fece infine eliminare. Artuq fu allora nominato governatore di Gerusalemme al posto di Atsiz.
Nel 1086, Tutush contese la regione di Aleppo a suo cugino Sulayman I ibn Qutlumush, sultano di Iconio. 
La battaglia ebbe luogo in prossimità di Aleppo. Sulayman fu ucciso e Tutush conquistò Aleppo e si proclamò sultano di Siria.
Gli sfuggì solo la città di Antiochia che Malik Shah affidò a Yaghisiyan.
Artuq morì nel 1091, lasciando vari figli:
- Soqman (m. 1104), governatore di Gerusalemme dal 1091 al 1098,
- Ilghazi (m. 1123), atabeg di Aleppo dal 1117 al 1123,
- Bahrām, padre di Nur al-Dawla Balak, atabeg di Aleppo dal 1124 al 1125,
- ʿAbd al-Jabbār, padre di Badr al-Dawla Sulaymān, atabeg di Aleppo dal 1123 al 1124.